# Emil Milihram
Emil Milihram, né le 21 octobre 1982 à Varaždin, est un céiste croate pratiquant la descente.

## Palmarès

### Championnats du monde
- 2000 à Treignac,  France
  -  Médaille d'or en C1 par équipe
- 2002 à Valsesia,  Italie
  -  Médaille d'or en C1 par équipe
- 2006 à Karlovy Vary,  République tchèque
  -  Médaille de bronze en C1 par équipe, Course classique
- 2008 à Valsesia,  Italie
  -  Médaille d'or en C1, Course classique
- 2010 à Sort,  Espagne
  -  Médaille d'argent en C1 par équipe, Course Sprint
  -  Médaille d'argent en C1, Course Sprint
- 2011 à Augsbourg,  Allemagne
  -  Médaille d'or en  C1 par équipe, Course Sprint
- 2012 à Mâcot-la-Plagne,  France
  -  Médaille d'or en C1, Course classique
  -  Médaille d'argent en C1 par équipe, Course Sprint
  -  Médaille de bronze en C1, Course Sprint